# Una tomba piena di soldi
Una tomba piena di soldi è un romanzo scritto da Bruno Fischer nel 1944 e pubblicato nella serie Il Giallo Mondadori nel settembre del 1958, con il numero 503.

## Personaggi
- RICK TRAIN: giornalista
- SABINA FELICE: la rossa
- CAMILLA ROGERS: la bruna
- NELDA WARE: la bionda platino
- MIDGE: sergente di polizia
- ANSELM FILE: miliardario
- DEBORAH FILE: nipote di Anselm
- BRENDA FILE: sorella di Anselm
- JOE BARR: investigatore privato
- REUBER JONES: amico di Anselm
- ALVIN BANDERSON: procuratore distrettuale
- HARCOURT CONNEL: ispettore di polizia